# 尹尙賢
尹尚贤（1491年—？年），字賓卿，山东莱州府掖縣人，匠籍。明朝政治人物。

## 生平
治《詩經》，行三，正德十四年（1519年）山東鄉試第十九名舉人，年三十三歲中式嘉靖二年（1523年）癸未科會試第二百八十八名，第三甲第八十二名進士。授鄢陵县知县，调浙江兰溪县。历官汀州府同知、台州府通判。

## 家族
曾祖尹勝。祖父尹英。父尹通，教谕。母王氏。慈侍下。兄文、衡、佐。